# Kozluk
Kozluk (cyr. Козлук) – wieś w Bośni i Hercegowinie, w Republice Serbskiej, w mieście Zvornik. W 2013 roku liczyła 1543 mieszkańców.